# Уильямс, Эми
Э́ми Джой Уи́льямс (англ. Amy Joy Williams; род. 29 сентября 1982, Кембридж) — британская скелетонистка, чемпионка Олимпийских игр 2010 года, серебряная призёрка чемпионата мира 2009 года.

## Карьера
С детства занималась лёгкой атлетикой, специализировалась в беговой дисциплине на 400 метров, однако в связи с отсутствием перспектив попадания в национальную сборную, ушла из лёгкой атлетики, и после поступления в университет стала заниматься скелетоном. На зимней Универсиаде 2005 выиграла серебряную медаль. В 2006 году не смогла отобраться на Олимпийские игры в Турине. Первым крупным спортивным успехом для спортсменки была серебряная медаль, выигранная на чемпионате мира 2009 года в Лейк-Плэсиде. В 2010 году, обойдя двух немецких скелетонисток, стала олимпийской чемпионкой. Однако следует отметить тот факт, что по окончании соревнований было подано два протеста на её шлем. Соперники и соперницы британки считали, что используемый Уильямс шлем не соответствовал аэродинамическим стандартам. Оба протеста были отклонены.
Уильямс принесла Великобритании первую золотую медаль в индивидуальном виде программы на зимних Олимпийских играх с 1980 года, когда в Лейк-Плэсиде золото выиграл фигурист Робин Казинс. После этого британцы завоевали лишь 2 золота — в 1984 году в Сараево в танцах на льду победили пара Джейн Торвилл и Кристофер Дин, а в 2002 году в Солт-Лейк-Сити золото выиграла женская сборная по кёрлингу.